# Adaševci
Adaševci (izvirno srbsko Адашевци) je naselje v Srbiji, ki upravno spada pod Občino Šid; slednja pa je del Sremskega upravnega okraja.

## Demografija
V naselju, katerega izvirno (srbsko-cirilično) ime je Адашевци, živi 1687 polnoletnih prebivalcev, pri čemer je njihova povprečna starost 39,9 let (37,8 pri moških in 41,9 pri ženskah). Naselje ima 697 gospodinjstev, pri čemer je povprečno število članov na gospodinjstvo 3,11.
To naselje je, glede na rezultate popisa iz leta 2002, večinoma srbsko.
|  |

| Demografija | Demografija     | Demografija     |
| Leto        | Št. prebivalcev | Št. prebivalcev |
| ----------- | --------------- | --------------- |
|             |                 |                 |
|             |                 |                 |
|             |                 |                 |
|             |                 |                 |
| 1948        | 2333            |                 |
| 1953        | 2363            |                 |
| 1961        | 2562            |                 |
| 1971        | 2566            |                 |
| 1981        | 2363            |                 |
| 1991        | 2080            | 2041            |
| 2002        | 2237            | 2166            |
|             |                 |                 |

| Etnična sestava po popisu iz leta 2002 | Etnična sestava po popisu iz leta 2002 | Etnična sestava po popisu iz leta 2002 | Etnična sestava po popisu iz leta 2002 | Etnična sestava po popisu iz leta 2002 |
| -------------------------------------- | -------------------------------------- | -------------------------------------- | -------------------------------------- | -------------------------------------- |
| Srbi                                   | Srbi                                   |                                        | 2.076                                  | 95,84%                                 |
| Hrvati                                 | Hrvati                                 |                                        | 19                                     | 0,87%                                  |
| Jugoslovani                            | Jugoslovani                            |                                        | 4                                      | 0,18%                                  |
| Slovaki                                | Slovaki                                |                                        | 2                                      | 0,09%                                  |
| Rusini                                 | Rusini                                 |                                        | 2                                      | 0,09%                                  |
| Ukrajinci                              | Ukrajinci                              |                                        | 1                                      | 0,04%                                  |
| Romuni                                 | Romuni                                 |                                        | 1                                      | 0,04%                                  |
| Madžari                                | Madžari                                |                                        | 1                                      | 0,04%                                  |
| Neznano                                | Neznano                                |                                        | 21                                     | 0,96%                                  |